# Yarumal
Yarumal este un municipiu din departamentul Antioquia, Columbia.
1. ↑  New Scientist, p. 14